# Meljan
Meljan – wieś w Chorwacji, w żupanii varażdińskiej, w gminie Bednja. W 2011 roku liczyła 148 mieszkańców.